# 游仁貴
游仁貴（1948年—）出生於臺灣高雄縣（今高雄市），是拉阿魯哇語教育家及文化保存者，投入拉阿魯哇族的文化復振工作。

## 拉阿魯哇族文史工作

### 語言
游仁貴國小畢業後，便在當地做農務工作。工作的過程與拉阿魯哇族的老人溝通，使他能熟稔地使用拉阿魯哇語。1990年代，時任靜宜大學奧地利籍蔡恪恕副教授（Szakos Jószef）著手研究拉阿魯哇語，與游仁貴合作，游仁貴教蔡恪恕拉阿魯哇語，蔡恪恕則教游仁貴羅馬字的拼寫方式，最終，拉阿魯哇語羅馬字於1999年完成。此後，游仁貴開始在部落各地推行族語教學，並與政大原民中心合作編寫教材。在當時，能流利使用拉阿魯哇語的拉阿魯哇族人比例已不高。2001年，游仁貴受邀成為拉阿魯哇語認證考試的命題委員。游仁貴也著手參與拉阿魯哇語辭典編寫。2008年，他與郭基鼎、邱英哲一同編寫的《沙阿魯阿族語圖解小詞典》出版。在2010年至2012年間，游仁貴擔任行政院原住民族委員會原住民族語言字詞典編纂計畫《沙阿魯
阿鄒語詞典》的協同主持人，與共同主持人蔡恪恕、部落耆老合作，編寫有系統性的詞典。為傳承族語，游仁貴透過2007年開始的語言巢計畫，訓練4位拉阿魯哇語種子教師。2018年開始，原住民族委員會推行族語師徒制保存瀕危語言，拉阿魯哇語也是其中之一，該計畫提供參閱師徒薪資，並規劃為定期、長時間的族語教學。游仁貴擔任族語傳承師傅，以一對二教學方式帶領兩位學員學習拉阿魯哇語。游仁貴希望兩位學員成為拉阿魯哇語教師，將語言傳承下一代。
2014年游仁貴獲頒教育部103年表揚推展本土語言傑出貢獻獎，以肯定他對拉阿魯哇語的貢獻。

### 傳統文化活動
1993年，國家音樂廳暨戲劇院營運管理籌備處邀請拉阿魯哇族人參與「臺灣原住民族樂舞系列--1993 鄒族篇」展演祭儀，游仁貴向耆老學習、研究聖貝祭內容，就此開始投入文化活動。游仁貴認為，自1993年的表演結束後缺乏進一步的參與，因此他開始蒐集拉阿魯哇族的傳統祭儀、歌謠、傳說，加以整理，並擔任聖貝祭的主祭。游仁貴也了解拉阿魯哇族傳統的家屋形制，並嘗試傳承給下一代的族人。經過他的蒐集之後，進倉祭、狩獵祭、捕魚祭等祭典的流程已被找回。

## 家庭
游仁貴出生客家人家庭，後被拉阿魯哇Salapuana家族的人收養，而認同拉阿魯哇族。游仁貴5歲時，他的養父去世。游仁貴投入文化保存，部分即是為了表達對養父的感激。
游仁貴育有五名子女，在子女年幼時，他要求他們在家必須與他以拉阿魯哇語對話，也避免子女接觸其他語言的媒體。其有一女（[Vanau Savangʉana] 错误：{{Lang}}：无效参数：|link=（帮助））在桃源區擔任拉阿魯哇族語教師，並進行相關的文化復振活動。。